# パク・チョンチョル
パク・チョンチョル（Pak Jong Chol、 1961年8月5日- ）は、北朝鮮の柔道選手。階級は86kg級。

## 人物
1982年のハンガリー国際86kg級で優勝した。1984年のロサンゼルスオリンピックは北朝鮮がボイコットしたために出場できなかったが、その実質的な対抗大会としてワルシャワで開催されたフレンドシップ・ゲームズに出場して5位になった。1987年の世界選手権では決勝でフランスのファビアン・カヌに横四方固で敗れたものの銀メダルを獲得した。1988年のソウルオリンピックは北朝鮮が再びボイコットしたため出場できずに終わった。1990年のアジア大会では3位だった。

## 主な戦績
- 1982年 - ハンガリー国際　優勝
- 1983年 - チェコ国際　3位
- 1984年 - フレンドシップ・ゲームズ　5位
- 1987年 - 世界選手権　2位
- 1990年 - アジア競技大会　3位